# Ка ди Бјанки (Форли-Чезена)
Ка ди Бјанки је насеље у Италији у округу Форли-Чезена, региону Емилија-Ромања.
Према процени из 2011. у насељу је живело 28 становника. Насеље се налази на надморској висини од 594 м.